# Сенад Репуг
Сенад Репуг (босн. Senad Repuh, нар. 18 листопада 1972, Сараєво, СФРЮ) — югославський і боснійський футболіст, півзахисник.

## Клубна кар'єра
Розпочав професійну кар'єру в клубі «Сараєво» в сезоні 1990/91 років. З початком війни в Боснії багато гравців покинули клуб, однак Репух залишився вірним своїй команді. У 1995 році після того, як його помітили скаути під час одного з матчів чемпіонату Боснії і Герцеговини, Репух приєднався до клубу французької Ліги 1 «Лор'ян», де перебував протягом одного сезону, перш ніж повернутися в ФК «Сараєво». У 1997 році здійснив перехід у турецьку Суперлігу, де спочатку виступав за «Карабюкспор», а пізніше в «Бурсаспор». Після перебування в Ізраїлі, де він виступав за «Хапоель» (Єрусалим) і «Хапоель-Цифарім», знову повернувся в «Сараєво». Влітку 2001 року разом зі своїм співвітчизником Срджаном Пецелем перейшовши в російський клуб «Сокіл» (Саратов), став одним з перших в історії команди легіонерів з далекого зарубіжжя. Дебютував у чемпіонаті Росії 11 серпня в домашньому матчі 21-го туру проти московського «Динамо», вийшовши з перших хвилин і будучи заміненим на 23-й хвилині матчі Віталієм Самойловим. Під час міжсезоння залишився в Саратові. Після закінчення першого кола сезону 2002 року покинув Росію і знову повернувся в «Сараєво». У сезоні 2004/05 виступав за мальтійський клуб «П'єта Готспурс». У 2007 році виграв чемпіонат Боснії і Герцеговини з «Сараєво». Завершував кар'єру в 2010 році в клубі нижчого дивізіону «САШК Напредак»

## Кар'єра в збірній
22 лютого 1997 року дебютував у футболці національної збірної Боснії і Герцеговини у поєдинку проти В'єтнаму, який проходив на товариському турнірі в Куала-Лумпур. Саме в цьому матчі відзначився єдиним голом у складі збірної, забивши 4-ий і останній гол своєї команди після виходу на заміну замість Седама Осмича. Під керівництвом Фуада Музуровича в тому матчі дебютували також Адмир Аджем («Желєзнічар»), Джемо Смєчанин («Сараєво»), Джелалудин Мухаремович (Желєзнічар), Самир Вайтаревич («Рудар») та Нермин Вазда («Босна»). З 1997 по 1999 рік провів 14 матчів за національну збірну, в тому числі 2 — в рамках кваліфікації ЧС 1998 та 4 — в рамках кваліфікації Євро 2000.

## Кар'єра тренера
З 2010 по 2011 роки був одним з тренерів в рідному «Сараєво». З 2014 по 2016 роки входив в тренерський штаб «Олімпіка» (Сараєво).